# Ochrilidia obsoleta
Ochrilidia obsoleta är en insektsart som först beskrevs av Boris Petrovich Uvarov 1936.  Ochrilidia obsoleta ingår i släktet Ochrilidia och familjen gräshoppor. Inga underarter finns listade i Catalogue of Life.